# 두오모 광장 (밀라노)

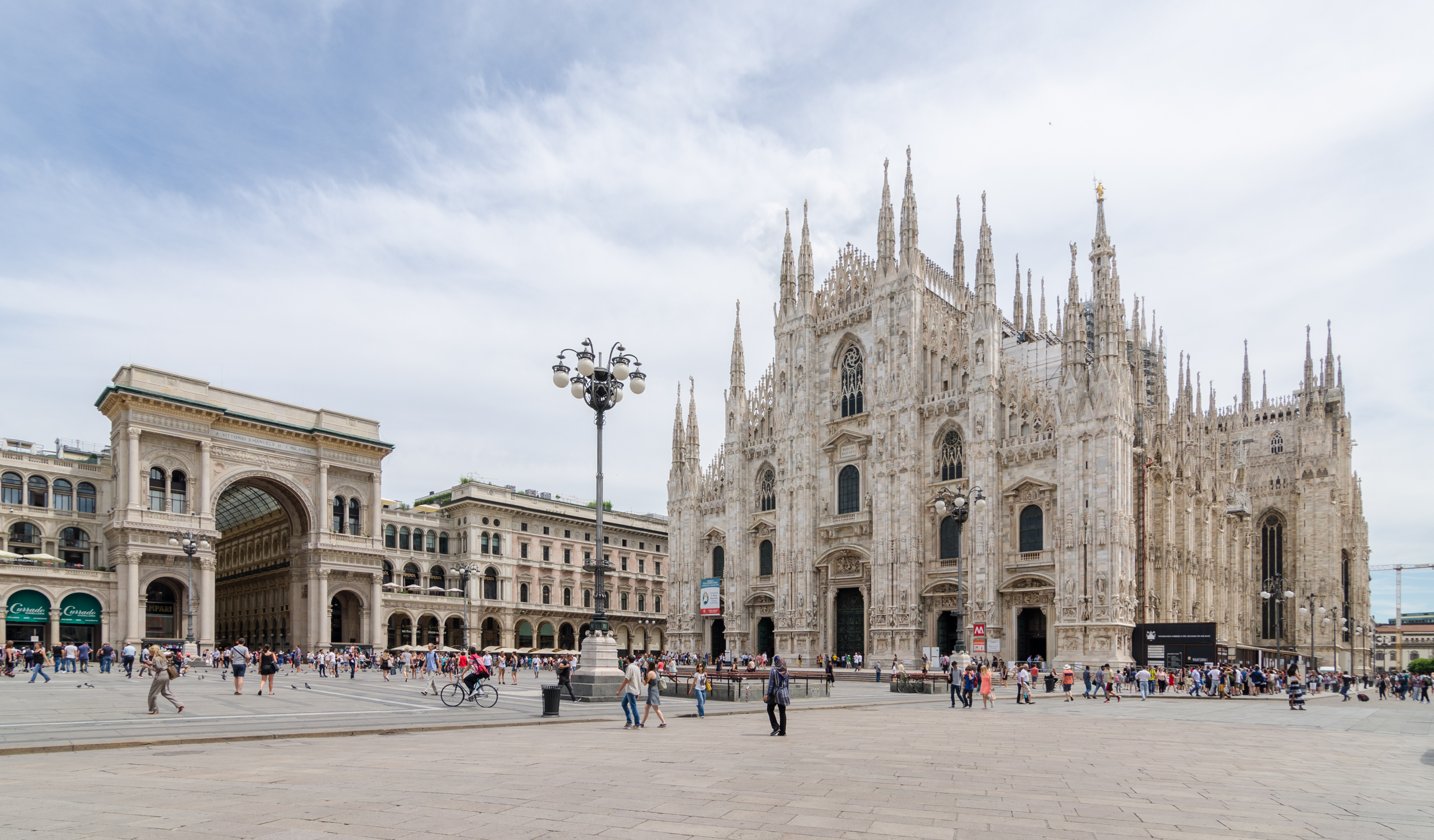
두오모 광장

두오모 광장(이탈리아어: Piazza del Duomo)은 이탈리아 밀라노에 있는 광장이다.